# اختبار الحساسية للمضادات الحيوية
اختبار الحساسية للمضادات الحيوية هو قياس مدى حساسية البكتيريا للمضادات الحيوية. يُستخدام هذا الاختبار لأن البكتيريا قد تكون مقاومة لبعض المضادات الحيوية. يمكن أن تؤدي نتائج هذا النوع من الاختبار إلى تغيير الطبيب لاختياره نوعاً أو أكثر من المضادات الحيوية، واختيار الدواء المناسب بناءً على المعالجة الموجهة، حيث يتم اختيار المضاد الحيوي على أساس معرفة الكائن الحي وحساسياته، بدلاً من المعالجة التجريبية، والتي يتم فيها اختيار المضاد الحيوي بناءً على الخبرة والشك السريري حول موقع العدوى والبكتيريا المسببة الشائعة.

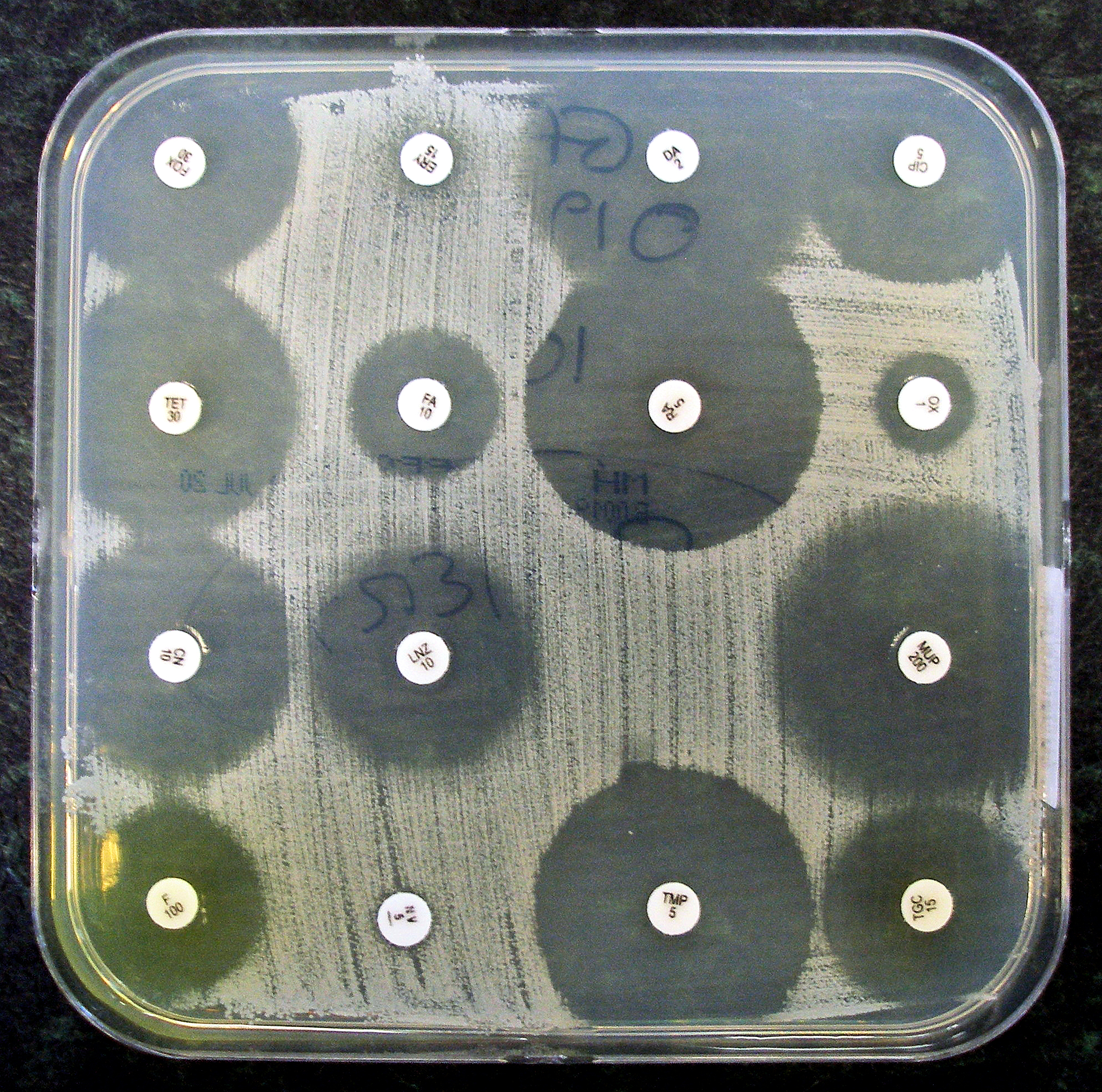
مثال على اختبار الحساسية للمضادات الحيوية. تم وضع أقراص ورقية رقيقة تحتوي على مضاد حيوي على طبق آغار لنمو البكتيريا. البكتيريا غير قادرة على النمو حول المضادات الحيوية التي تكون حساسة لها. وهذا ما يسمى "منطقة التثبيط".

يتم إجراء اختبار الحساسية عادةً في المختبر الطبي، وتُستخدم طرق الزراعة الحيوية الدقيقة التي تعرض البكتيريا للمضادات الحيوية، أو الطرق الجينية التي تختبر ما إذا كانت البكتيريا لديها جينات تمنح المقاومة. غالبًا ما تتضمن طرق الزرع قياس قطر المناطق التي لا يوجد بها نمو بكتيري، والتي تسمى مناطق التثبيط، حول الأقراص الورقية التي تحتوي على مضادات حيوية على أطباق زراعة الآغار التي تم تطعيمها بالتساوي بالبكتيريا. يمكن تقدير الحد الأدنى للتركيز المثبط، وهو أقل تركيز للمضاد الحيوي الذي يوقف نمو البكتيريا، يمكن تقديره من حجم منطقة التثبيط.
لقد كانت هناك حاجة لاختبار الحساسية للمضادات الحيوية منذ اكتشاف البنسلين المضاد الحيوي بيتا لاكتام. كانت الطرق الأولية هي النمط الظاهري، وشملت الزرع الحيوي الدقيق أو التخفيف. يتوفر شريط Etest، وهو شريط مشرب بالمضادات الحيوية، منذ الثمانينيات، كما أصبحت الطرق الجينية مثل اختبار تفاعل البلمرة المتسلسل (PCR) متاحة منذ أوائل العقد الأول من القرن الحادي والعشرين. الأبحاث مستمرة لتحسين الطرق الحالية من خلال جعلها أسرع أو أكثر دقة، بالإضافة إلى تطوير طرق جديدة للاختبار، مثل الموائع الدقيقة.

## الاستخدامات
في الطب السريري، يتم وصف المضادات الحيوية في أغلب الأحيان على أساس أعراض الشخص ودليل الإرشاد الطبي. تُسمى هذه الطريقة في اختيار المضادات الحيوية بالعلاج التجريبي،وهي تعتمد على معرفة البكتيريا المسببة للعدوى، وأي البكتيريا قد تكون حساسة أو مقاومة للمضادات الحيوية.على سبيل المثال، يمكن علاج عدوى المسالك البولية البسيطة باستخدام تريميثوبريم/سلفاميثوكسازول.وذلك لأن الإشريكية القولونية هي البكتيريا المسببة على الأرجح، وقد تكون حساسة لهذا المضاد الحيوي المركب.ومع ذلك، يمكن للبكتيريا أن تكون مقاومة لعدة فئات من المضادات الحيوية. قد تكون هذه المقاومة بسبب وجود نوع من البكتيريا لديه مقاومة جوهرية لبعض المضادات الحيوية، بسبب المقاومة بعد التعرض السابق للمضادات الحيوية، أو لأن المقاومة قد تنتقل من مصادر أخرى مثل البلازميدات. وفر اختبار الحساسية للمضادات الحيوية معلومات حول المضادات الحيوية التي من المرجح أن تكون ناجحة وبالتالي يجب استخدامها لعلاج العدوى.
يتم أيضًا إجراء اختبار الحساسية للمضادات الحيوية على مستوى السكان في بعض البلدان كشكل من أشكال الفحص. يهدف هذا إلى تقييم المعدلات الأساسية لمقاومة المضادات الحيوية (على سبيل المثال مع المكورات العنقودية الذهبية المقاومة للميثيسيلين)، وقد يؤثر على المبادئ التوجيهية وتدابير الصحة العامة.